# Denis Darzacq
Denis Darzacq (né en 1961 à Paris) est un photographe français, membre de l'Agence VU représenté par la Galerie RX.

## Biographie
Diplômé de l’École nationale supérieure des arts décoratifs en 1986, Denis Darzacq commence sa carrière en suivant la scène rock française et devient photographe de plateau sur de nombreux longs métrages (Satyajit Ray, Jacques Rivette, Chantal Akerman).
À partir de 1989, il collabore régulièrement au quotidien Libération et à la presse nationale.
Dès 1994, il commence à exposer son travail et reçoit en 1999 une commande du Ministère de la Culture sur la jeunesse en France.
Aujourd’hui exposées en France et à l’étranger, ses photographies sont entrées dans de nombreuses collections publiques et privées, comme le Musée national d'art moderne du centre Georges-Pompidou, le Fonds national d'art contemporain du musée Nicéphore-Niépce à Chalon-sur-Saône, la Cité nationale de l'histoire de l'immigration, la galerie du Château d'eau de Toulouse, la Caldic Collection aux Pays-Bas, le Fonds régional d'art contemporain de Haute-Normandie, la Fondation Altadis, la collection agnès b. ou encore Marin Karmitz…
Denis Darzacq a reçu le prix Altadis en 2000, et est lauréat du 1er prix « Arts and Entertainment stories » du World Press Photo photo 2007. En 2006, à la suite des émeutes des banlieues en 2005, il crée une série photo intitulé 'La Chute' ayant pour but d'interroger et de représenter l'aliénation, le délaissement et l'abandon social qui subissent les jeunes des banlieues parisiennes. La danseuse Bintou Dembélé, une des figures pionnières du hip hop français venant elle-même des banlieues (91), participa à ce projet. 
Du  1er juillet 2010 au 18 septembre 2010, l'exposition Ici et maintenant lui est consacrée au centre photographique Hôtel de Fontfreyde.
Il reçoit le prix Niépce en 2012. 

## Exposition
- 2017 : Galerie RX - Paris
- 2014 : Galerie RX - Paris / Arsenal, Metz
- 2009 : Les Rencontres d'Arles, France.
- 2005 : Les Rencontres d'Arles, France.
- 2018 : Orangerie des Musées de Sens (Yonne).

## Livres
- Denis Darzacq, Actes Sud / Altadis, 2001  (ISBN 2742731377)
- Le Ciel étoilé au-dessus de ma tête, Ed. Janvier Léo Scheer, 2004  (ISBN 2915280401)
- À 14 kilomètres d'Auxerre, Ed. Atlantica, 2005  (ISBN 2843947340)
- avec Marie Desplechin, Bobigny centre ville, Ed. Actes Sud, 2006  (ISBN 2742761535)
- La Chute, texte de Virginie Chardin, Filigranes Éditions, 2007  (ISBN 2350460924)
- Le Bel Aujourd'hui (portfolio), Ed. Mairie de Sens  (ISBN 9782913909526)